# Ґолімово
Ґолімово (пол. Golimowo, нім. Golm) — село в Польщі, у гміні Чернеєво Гнезненського повіту Великопольського воєводства.
Населення — 48 осіб (2011).
У 1975-1998 роках село належало до Познанського воєводства.

## Демографія
Демографічна структура станом на 31 березня 2011 року:
|          | Загалом | Допрацездатний вік | Працездатний вік | Постпрацездатний вік |
| -------- | ------- | ------------------ | ---------------- | -------------------- |
| Чоловіки | 33      | 8                  | 22               | 3                    |
| Жінки    | 15      | 1                  | 11               | 3                    |
| Разом    | 48      | 9                  | 33               | 6                    |